# پروانه سیاه خط‌قرمز
پروانه سیاه خط قرمز (نام علمی: Biblis hyperia) نام یک گونه از تیره فرچه‌پایان است.

## نگارخانه

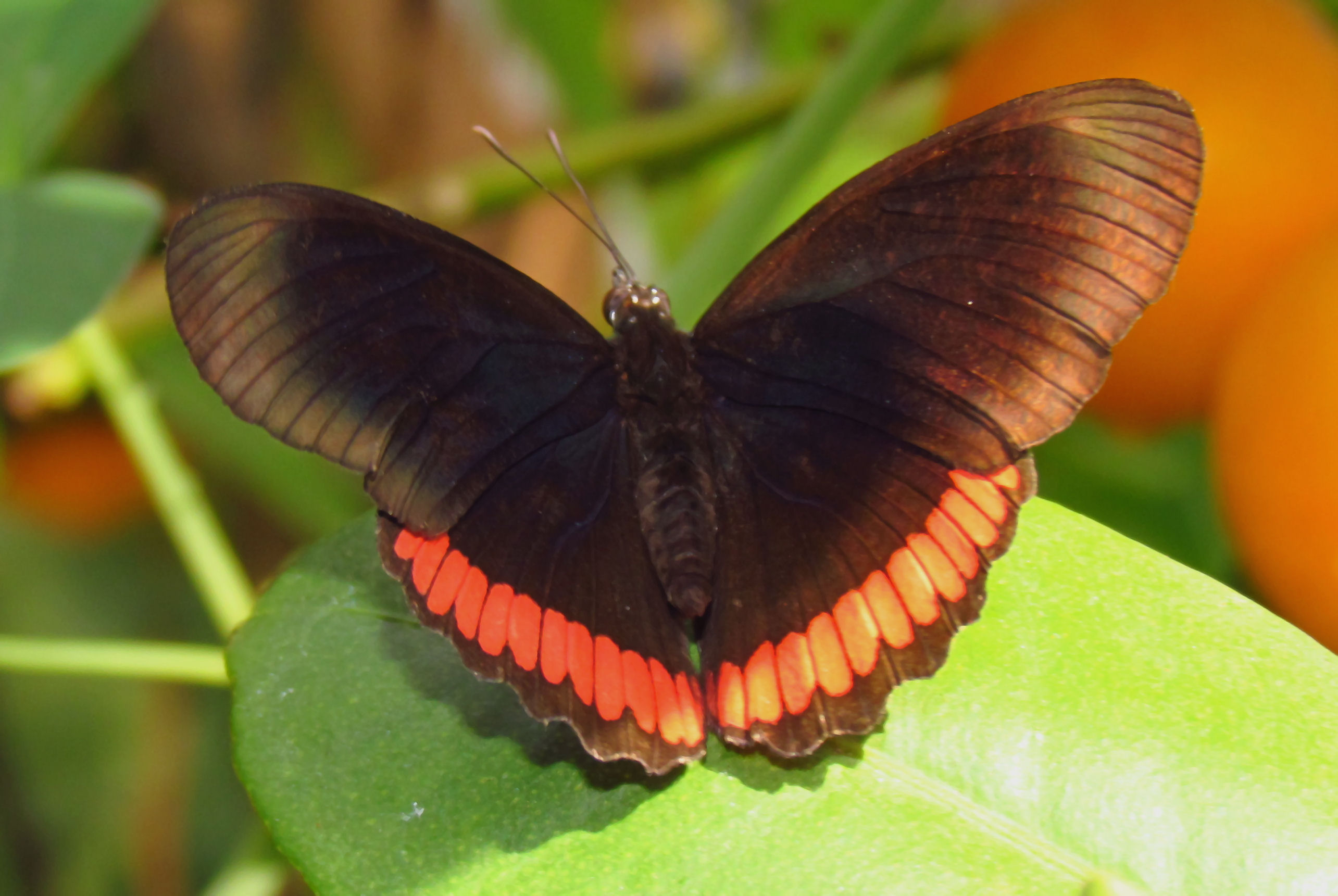
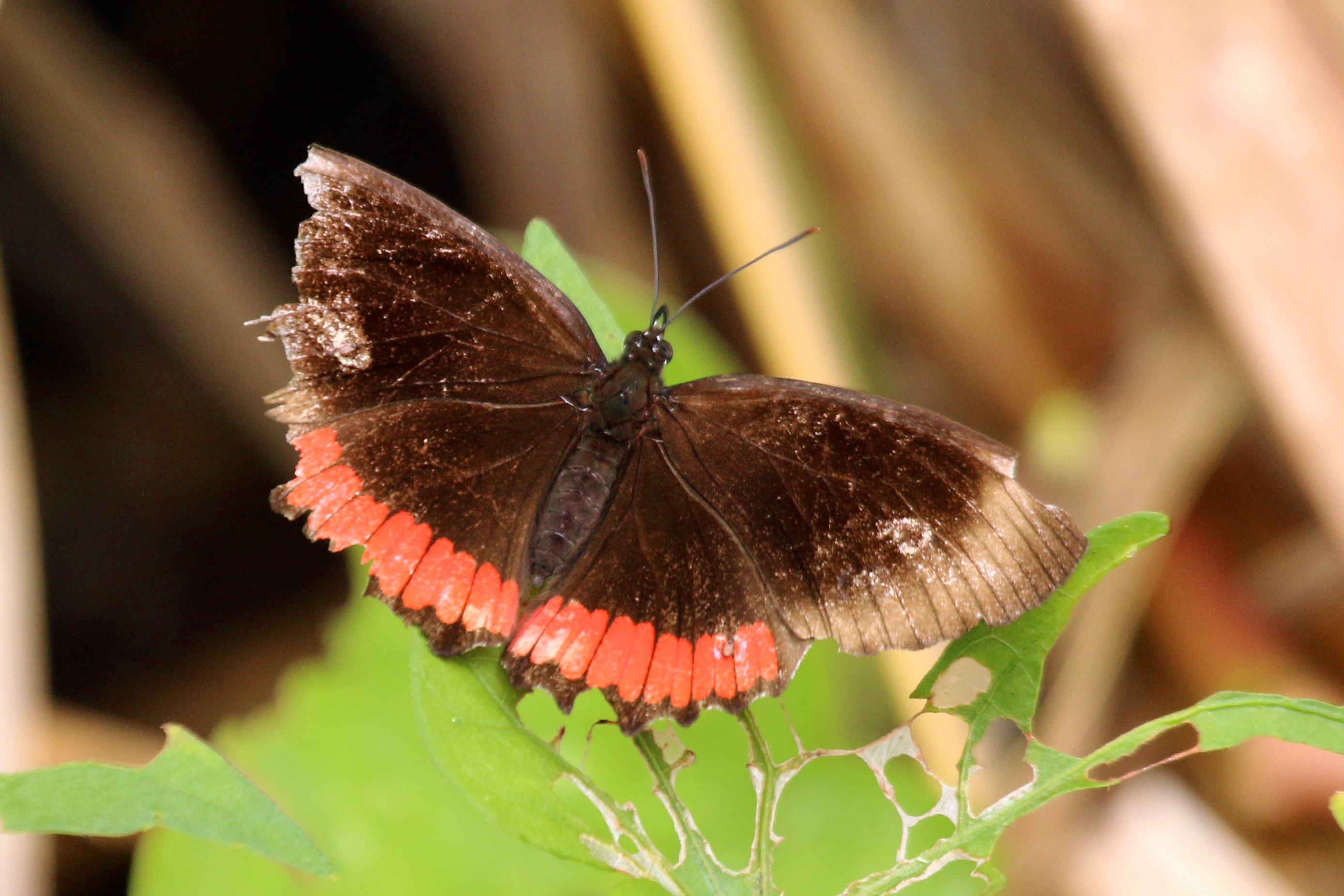
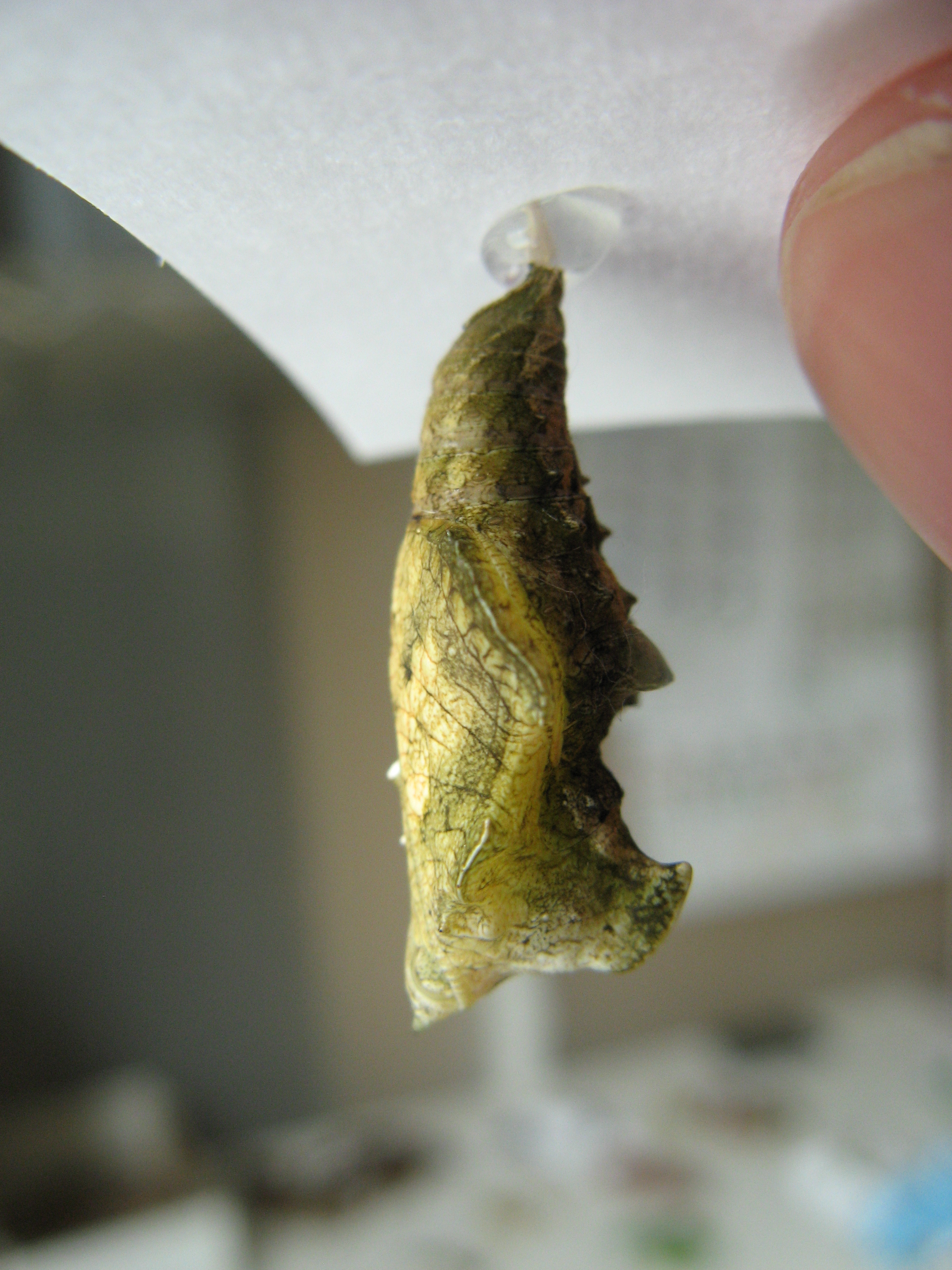
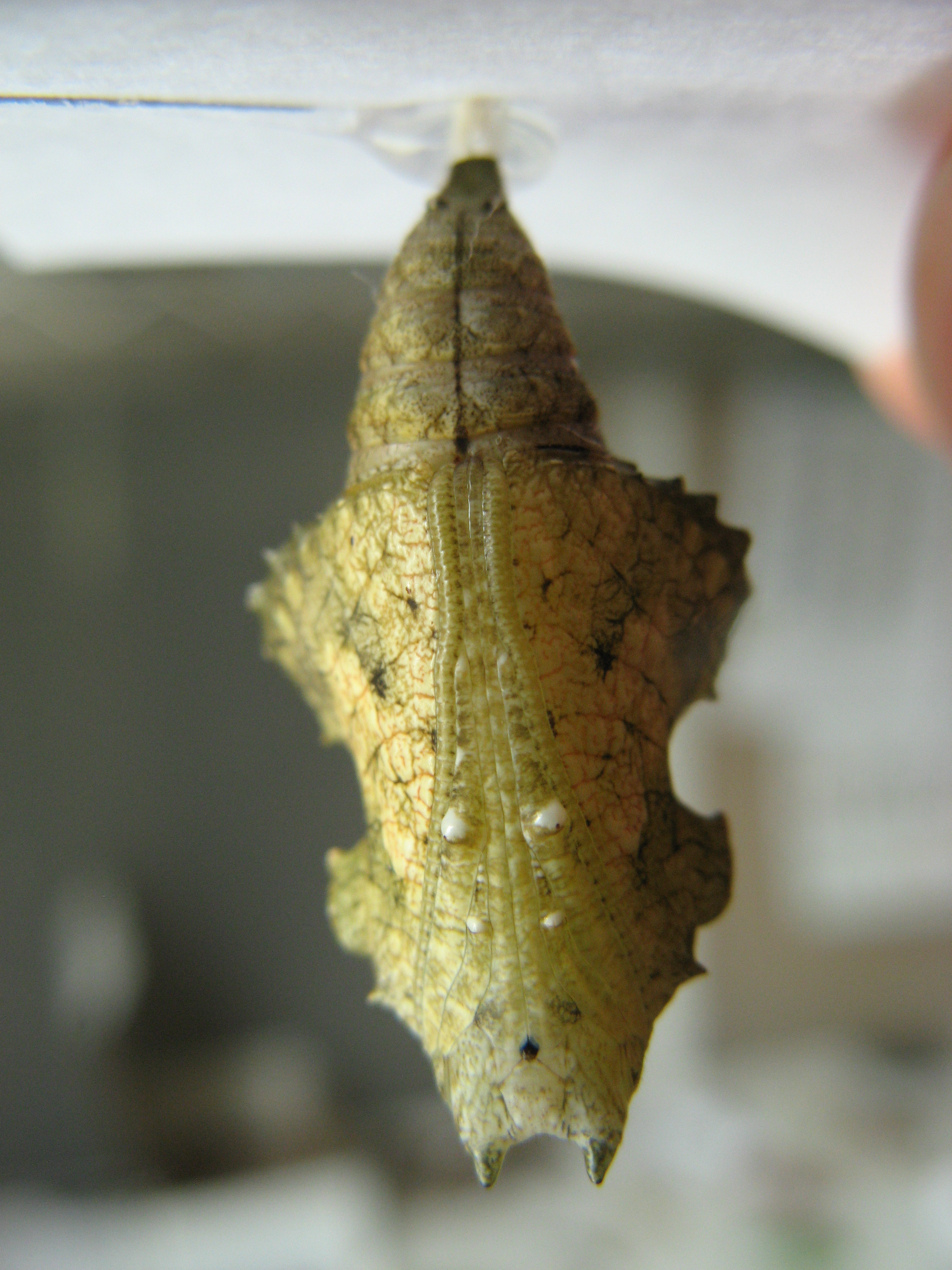